# Natalia Jiménez
Natalia Altea Jiménez Sarmento (Madrid, 29 de dezembro de 1981) é uma cantora espanhola, ex-vocalista da banda La 5a Estación. O seu pai era cantor, a sua mãe cigana portuguesa cantava fados e os seus tios tinham um "tablao flamenco" em Alicante.

## Biografia
Há controvérsias sobre a verdadeira nacionalidade da mãe de Natalia, pois a catora cita, em seus próprios shows, durante a apresentação da música "Algo Más" (versão bossa nova), que sua mãe é brasileira.
Em 1994 funda, com a sua grande amiga María Arenas o grupo Era. Ambas escreviam as suas canções e tocavam em festivais juvenis e em cada final de curso do seu colégio. Com apenas 15 anos consegue ganhar o primeiro prémio num concurso musical.
Natalia chegou, mesmo, a tocar em bares, no metro, na rua, até que em 2001 a sua amiga María Arenas pensou nela para ocupar o seu lugar num grupo musical. Desta forma Natalia apresentou-se ao casting do grupo com uma canção de Janis Joplin, "Mercedes Benz". Assim incorporou-se à "La Quinta Estación".
Em 20 de Fevereiro o grupo "La Quinta Estacion" se demembra, uma possível causa  poderia exigir o fundador e ex-membro do grupo, Sven Martin a dupla de continuar usando o nome de "La Quinta Estación". Assim, Natalia Jimenez começou  sua carreira e Angel Reyero foi dedicado à produção.

## 2011-presente: Carreira Solo
No início de 2010 surgiram fortes rumores da separação de 'La quinta estacion' devido a umas declarações mal interpretadas da cantora, coisa que tempo depois negou assegurando que ambos componentes iniciavam projetos paralelos mas que o grupo não se desintegrava. Em 28 de junho de 2011 lançou seu primeiro disco solo com seu nome, Natalia Jiménez ,com o selo discografico da Sony Music Latin, com seu primeiro single 'Por ser tu mujer' que foi lançado em 5 de abril de 2011, o que representa um período de descanso com La Quinta Estacion
Em abril de 2012 a cantora iniciou o processo de composição de músicas para o que será seu segundo álbum em carreira solo que sairá previsivelmente ao final de 2013.
Em 2013 a cantora estrelou numa música com Daddy Yankee, intitulada "La Noche de Los Dos".
Em 2014, participa como 'coach' da segunda edição de La Voz Kids programa exibido nos Estados Unidos pelo canal Telemundo.
Dia 30 de maio lançou seu novo single intitulado Creo en Mi.